# Federação da Rodésia e Niassalândia
A Federação da Rodésia e Niassalândia, também conhecida como Federação Centro-Africana (FCA), foi um estado semi-independente no sul de África que existiu de 1953 a 1963 composto pela colônia da Rodésia do Sul, a Rodésia do Norte e a Niassalândia. Era um reino federal da Coroa Britânica - nem uma colônia nem um domínio.
A Federação foi estabelecida em 1º de agosto de 1953, com um governador-geral como representante da Rainha. Uma característica interessante e inovadora foi o African Affairs Board, criado para salvaguardar os interesses dos africanos e dotado de poderes estatutários para o efeito, nomeadamente no que diz respeito à legislação discriminatória. O status constitucional dos três territórios - uma colônia autônoma e dois protetorados - não foi afetado, embora certos decretos se aplicassem à Federação como um todo, como se fosse parte dos domínios de Sua Majestade e uma Colônia. As vantagens econômicas para a Federação nunca foram seriamente questionadas, e as causas do fracasso da Federação foram puramente políticas: a oposição forte e crescente dos habitantes africanos.
Os governantes dos novos estados negros da África estavam unidos em querer acabar com o colonialismo na África. Com a maior parte do mundo se afastando do colonialismo durante o final dos anos 1950 e início dos 1960, o Reino Unido foi submetido à pressão para descolonizar tanto das Nações Unidas quanto da Organização da Unidade Africana (OUA). Esses grupos apoiaram as aspirações dos nacionalistas negros africanos e aceitaram suas reivindicações de falar em nome do povo.

A federação terminou oficialmente em 31 de dezembro de 1963. Em 1964, logo após a dissolução, Rodésia do Norte e Niassalândia tornaram-se independentes sob os nomes de Zâmbia e Maláui, respectivamente. Em 1965, a Rodésia do Sul declarou unilateralmente a independência do Reino Unido como o estado da Rodésia.